# جميل كاظم
جميل كاظم (ولد في 25 مايو 1971) هو دراج بحريني سابق. تنافس في سباق الحدثين في دورة الألعاب الأولمبية الصيفية 1992 في برشلونة بإسبانيا.

## روابط خارجية
- جميل كاظم على موقع إحصائيات الدراجات الإحترافية (الإنجليزية)
- جميل كاظم على موقع أوليمبيديا (الإنجليزية)